# Petritoli
Petritoli település Olaszországban, Marche régióban, Fermo megyében. Lakosainak száma 2160 fő (2023. január 1.). Petritoli Monte Vidon Combatte, Monterubbiano, Ponzano di Fermo, Monte Giberto, Montefiore dell'Aso és Carassai községekkel határos.

## Népesség
A település lakossága az elmúlt években az alábbi módon változott:
| Lakosok száma | 2307 | 2297 | 2160 |
|               | 2017 | 2018 | 2023 |